# Решнівецька волость
Решнівецька волость (Огіївецька) — історична адміністративно-територіальна одиниця Старокостянтинівського повіту Волинської губернії з центром у селі Огіївці.
Станом на 1886 рік складалася з 13 поселень, 13 сільських громад. Населення — 6041 особа (2973 чоловічої статі та 3068 — жіночої), 933 дворових господарства.
|                     | Площа, десятин | У тому числі орної, дес. |
| ------------------- | -------------- | ------------------------ |
| Сільських громад    | 5921           | 4568                     |
| Приватної власності | 4896           | 3735                     |
| Іншої власності     | 243            | 178                      |
| Загалом             | 11060          | 8602                     |

Поселення волості:
- Огіївці — колишнє власницьке село при річці Більча за 10 верст від повітового міста, 326 осіб, 50 дворів, православна церква, школа, постоялий будинок. За 7 верст — цвинтар із каплицею.
- Іршики — колишнє власницьке село при річці Білка, 804 особи, 118 дворів, православна церква й постоялий будинок.
- Киселі — колишнє власницьке село при річці Корстонка, 897 осіб, 152 двори, православна церква, школа, постоялий будинок, кузня, водяний млин, поташний завод.
- Радківці — колишнє власницьке село, 295 осіб, 37 дворів, постоялий будинок і черепичний завод.
- Решнівка — колишнє власницьке село при річці Корстонка, 871 особа, 157 дворів, православна церква, школа, постоялий будинок.
- Сахнівці — колишнє власницьке село при річці Случ, 699 осіб, 113 дворів, постоялий будинок, водяний млин й винокурний завод.
- Футори — колишнє власницьке село, 273 особи, 38 дворів, православна церква, постоялий будинок.

У 1900-1913 роках складалася з 13 поселень, 13 сільських громад. 
Станом на 1900 роках складалася з 13 поселень, 13 сільських громад, населення зросло до 11 492 особи, 1955 дворових господарства, волосним старшиною був Митрофан Кравчук.
Станом на 1913 роках складалася з 19 поселень, 13 сільських громад, населення зросло до 12 672 особи, 2641 дворових господарство, волосним старшиною був Н. Яснюк.